# ألفرد برنارد لاو
ألفرد برنارد لاو (بالألمانية: Alfred Bernhard Lau)‏ (و. 1928 – 2007 م) هو عالم نبات، وكاتب ألماني، ولد في زولينغن، توفي في ولاية فيراكروز، عن عمر يناهز 79 عاماً.